# 오스트레일리아 등급 위원회
오스트레일리아 등급 위원회(Australian Classification Board, ACB 또는 OFLCA)는 오스트레일리아 정부 산하의 등급 분류 기관으로 국가 내에서 판매되는 영화와 비디오 게임, 출판물을 분류한다. 원래는 영화 및 문학 등급 분류 사무국(OFLC)이 운영하고 있었으나 2006년 기구가 해산하고 법무부가 관리하게 되었다. 위원회의 결정은 또한 법무부가 소유하고 있는 오스트레일리아 등급 검토 위원회가 검토한다.
심의가 꽤 관대한 편인데, 특히 고수위 영화에서는 일본 등급을 역전하는 경우도 자주 있다. 폭력 묘사로 일본에서 R18+을 받은 영화 중 3분의 1정도가 MA15+ 등급을 받는다.

## 등급 분류

### 영상 및 게임 분류
- E (Exempt from Classification) - 심의 제외.
- G (General) - 전체관람가.
- PG (Parental guidance recommended) - 보호자 권고. 15세 미만의 어린이나 청소년에게는 주의가 요구된다.
- M (Recommended for mature audiences) - 보호자 주의. 15세 미만의 어린이나 청소년에게는 강한 주의가 요구된다.
- MA15+ (Mature Audiences) - 15세 이상 관람가. 15세 미만은 보호자 동반 시에 한하여 관람할 수 있다.
- R18+ (Restricted) - 18세 미만 관람불가.
- X18+ (Restricted) - 성인 전용. 비디오로만 판매할 수 있다.
- RC (Refused Classification) - 심의 거부.
- CTC (Check the Classification) - 분류를 확인하세요.

### 문학 분류
- Unrestricted - 일반 도서
- Unrestricted - Mature - 보호자 주의
- Restricted Category 1 - 18세 이상만 구독할 수 있음.
- Restricted Category 2 - 포르노그래피

## 같이 보기
- 범유럽 게임 정보
- 오락 소프트웨어 등급 위원회
- 영상물 등급 제도
- 영국 영화 등급 분류 위원회
- 영화 및 문학 등급 분류 사무국 (뉴질랜드)
- 게임물관리위원회
- 오락 소프트웨어 등급 위원회

## 엄마외부 링크
- 오스트레일리아 등급 위원회 - 공식 웹사이트